# Uusikaupunki
Uusikaupunki (svensk: Nystad) er en finsk havneby, kommune, og landskab i Vestfinlands len og ligger ca. 70 km nordvest for Turku. Byen blev grundlagt af Gustav 2. Adolf af Sverige i 1617, og har i dag ca. 16.000 indbyggere. Byen er ensproglig finsk. Byen er kendt for Freden i Nystad, en fredsaftale mellem Sverige og Rusland, som blev underskrevet her i 1721.
Specielt for byen er vandforsyningen. Efter en tør sommer i 1955, blev en række ubeboede øer nord for byen forbundet med dæmninger. Derved opstod der adskilt fra Østersøen en 40 km² stor ferskvandsø, som rummer ca. 160 millioner m³ ferskvand, hvoraf byen daglig forbruger 7400 m³.
Siden 1960'erne har byen haft en bilproduktion af Valmet. Fabrikken Valmet Automotive med ca. 800 medarbejdere, havde frem til 1992 et samarbejde med SAAB. Senere har der været produceret andre bilmærker på fabrikken, blandt andet Opel, Porsche og fra 2010 Think City.
Siden 1982 afholdes  sidst i juli og først i august den såkaldte Crusell-festival, som står i træblæsernes tegn med hornblæsermusik komponeret af den i byen fødte komponist Bernhard Crusell.

## Personligheder
- Aimo Cajander (1879–1943), botanikker og politiker
- Bernhard Crusell (1775–1838), komponist og klarinetist

- Den gamle kirke
- Markedspladsen
- Træhuse i Uusikaupunki
- Vindmøller påMyllymäki-bakken